# Hugo Sánchez
Hugo Sánchez Márquez (født 11. juli 1958 i Mexico City, Mexico) er en tidligere mexicansk fodboldspiller, der spillede som angriber hos en række amerikanske og europæiske klubber, mest nævneværdigt for de spanske ærkerivaler Atlético Madrid og Real Madrid, som han begge repræsenterede med stor succes. Han blev i 2004, som den eneste mexicaner, udvalgt til FIFA 100, en kåring af de 125 bedste nulevende fodboldspillere gennem historien.
Sánchez vandt med Real Madrid hele fem spanske mesterskaber i træk, fra 1986 til 1990, plus en UEFA Cup-titel i 1986. I 1989 vandt han med klubben desuden Copa del Rey, som han også havde sikret sig med Atletico Madrid i 1985. Han blev desuden to gange mexicansk mester med UNAM Pumas.
Hele fem gange blev Sánchez topscorer i La Liga, og vandt i 1990 desuden "Den gyldne støvle", der tildeles den mest scorende spiller i hele Europa.

## Landshold
Sánchez nåede i løbet af sin karriere at spille 75 kampe og score 29 mål for Mexicos landshold, som han repræsenterede i årene mellem 1977 og 1998. Han var en del af den mexicanske trup til både VM i 1978, VM i 1986 og VM i 1994. Han var også med til at vinde det nordamerikanske mesterskab, CONCACAF Gold Cup, i 1977.

## Titler
Mexicansk mesterskab
- 1977 og 1981 med UNAM Pumas

La Liga
- 1986, 1987, 1988, 1989 og 1990 med Real Madrid

Copa del Rey
- 1985 med Atlético Madrid
- 1989 med Real Madrid

UEFA Cup
- 1986 med Real Madrid

CONCACAF Gold Cup
- 1977 med Mexico